# Ciudad Deportiva Antonio Asensio
La Ciudad Deportiva Antonio Asensio es un complejo deportivo del Real Club Deportivo Mallorca, situada en el término municipal de Palma de Mallorca (Baleares) España. A la altura del kilómetro 8 de la carretera Ma-11.

## Instalaciones
Las instalaciones de la ciudad deportiva disponen desde su creación, en 1998, de cuatro campos de fútbol reglamentarios, de hierba natural, de 7.140 metros cuadrados (105 x 68) cada uno además de cuatro parcelas, de 665 metros cuadrados cada una para entrenamientos de porteros. Se complementan con diversos vestuarios amplios y modernos, un completo gimnasio, piscina terapéutica climatizada, hidromasajes, sauna, zona médica, sala de prensa, club Social, despachos deportivos, seguridad y transporte, que la convierten en una ciudad deportiva de máximo nivel.
Varios equipos, como el Inter de Milán o la Selección Alemana, han realizado concentraciones en estas instalaciones.

## Futuro
Ahora, el club ha iniciado las obras de una nueva tribuna que podrá albergar entre 1200 y 1400 personas. Bajo ellas, se situarán nuevos vestuarios y aseos, además de un gimnasio y una sala de masajes.
En una segunda fase se construirá una residencia con capacidad para 28 jóvenes futbolistas, y se pondrá en marcha un restaurante. Un aparcamiento con capacidad para 700 vehículos, un campo de arena para la recuperación de los jugadores y una pequeña nave que guardará el material de entrenamiento completan esta importante reforma de la Ciudad Deportiva, que estará finalizada a mediados de 2010. Con ella, el club isleño podrá presumir de poseer una de las mejores instalaciones de Primera División.